# 中野村 (茨城県鹿島郡)
中野村（なかのむら）は茨城県鹿島郡にかつて存在した村である。

## 地理
- 旧大野村、現在の鹿嶋市の北部に位置する。
- 村は太平洋に面し、北浦の東岸に位置する。

## 歴史
村名は面積の広い中村の中と、荒野村の野を組み合わせて中野村となった。

### 村域の変遷
- 1889年（明治22年）4月1日 - 町村制施行により、中村・奈良毛村・林村・小山村・荒野村が合併し鹿島郡中野村が発足。
- 1955年（昭和30年）3月31日 - 中野村は大同村と合併し 大野村 が発足。中野村は消滅。
- 1995年（平成7年）9月1日 - 大野村は鹿島町が編入され、消滅。
  - 同日、鹿島町は改称・市制施行し、鹿嶋市となる。

変遷表
| 1868年 以前 | 1868年 以前 | 明治22年 4月1日 | 昭和30年 3月31日 | 平成7年 9月1日 | 現在   |
| ----------- | ----------- | --------------- | ---------------- | -------------- | ------ |
|             | 中村        | 中野村          | 大野村           | 鹿島町 に編入  | 鹿嶋市 |
|             | 奈良毛村    | 中野村          | 大野村           | 鹿島町 に編入  | 鹿嶋市 |
|             | 林村        | 中野村          | 大野村           | 鹿島町 に編入  | 鹿嶋市 |
|             | 小山村      | 中野村          | 大野村           | 鹿島町 に編入  | 鹿嶋市 |
|             | 荒野村      | 中野村          | 大野村           | 鹿島町 に編入  | 鹿嶋市 |

## 大字
- 中（なか）
- 奈良毛（ならげ）
- 林（はやし）
- 小山（こやま）
- 荒野（こうや）

## 人口・世帯

### 人口
総数 [単位： 人]
| 1891年（明治24年） | 2,365 |  |
| 1909年（明治42年） | 2,719 |  |
| 1920年（大正 9年） | 2,723 |  |
| 1927年（昭和 2年） | 2,939 |  |
| 1935年（昭和10年） | 3,006 |  |
| 1950年（昭和25年） | 4,702 |  |

### 世帯
総数 [単位： 世帯]
| 1920年（大正 9年） | 570 |  |
| 1927年（昭和 2年） | 561 |  |
| 1935年（昭和10年） | 543 |  |
| 1950年（昭和25年） | 597 |  |

## 交通

### 道路
- 二級国道
  - 国道123号（ → 国道51号）